# Kinixys belliana
Espèce
Synonymes
- Testudo belliana Gray, 1830
- Kinixys schoensis Rüppell, 1845
- Kinixys belliana mertensi Laurent, 1956

Statut CITES
La tortue de Bell ou kinixys de Bell (Kinixys belliana) est une espèce de tortues de la famille des Testudinidae.

## Répartition

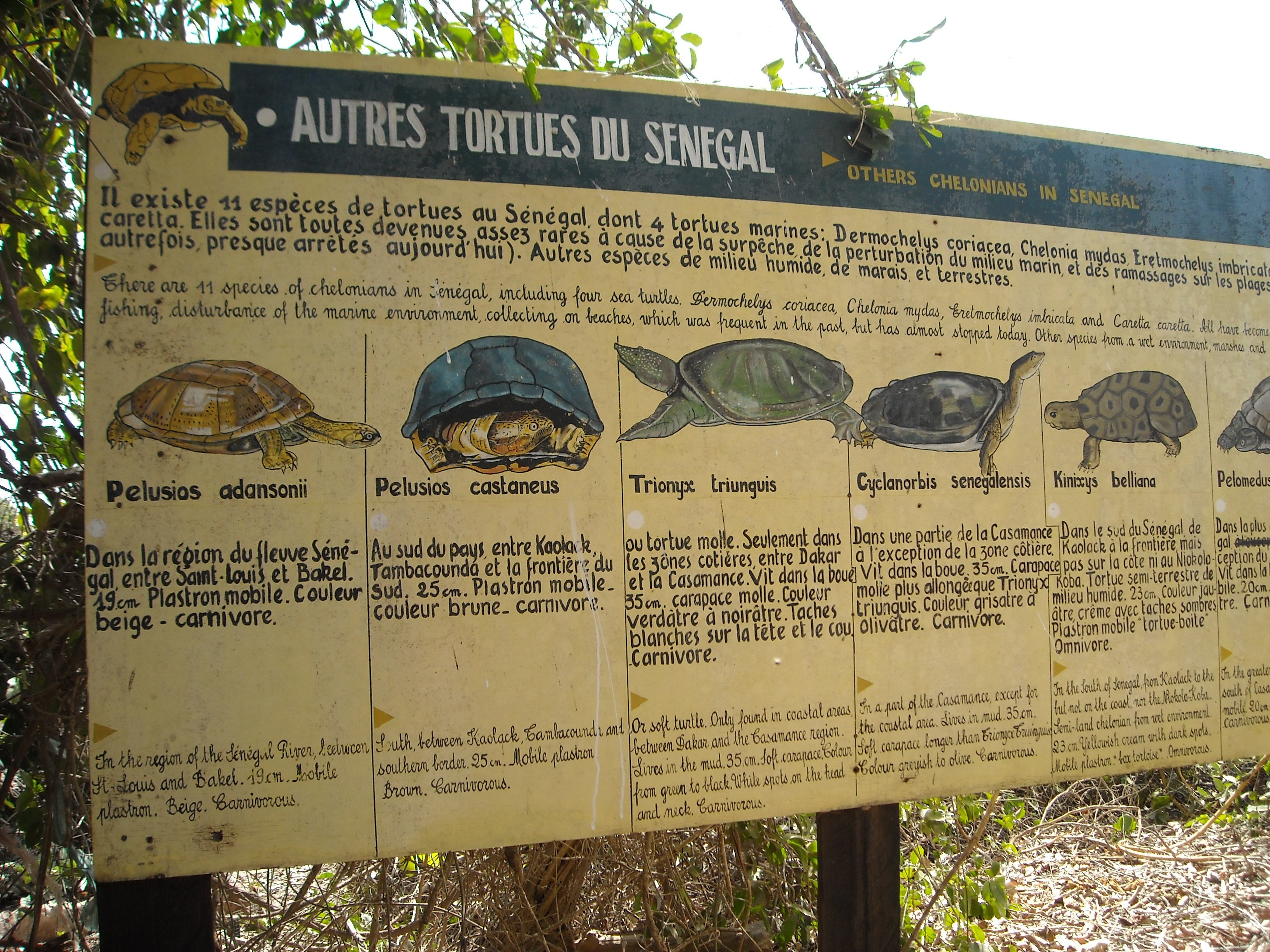
Kinixys belliana est représentée en cinquième position sur ce panneau.

Cette espèce se rencontre :
- en Afrique australe : en Angola ;
- en Afrique de l'Est : au Kenya, en Ouganda, au Rwanda, au Burundi, en Somalie, en Éthiopie, en Érythrée, au Soudan du Sud et au Soudan ;
- en Afrique centrale : en République démocratique du Congo, en République centrafricaine ;

## Taxinomie
les sous-espèces Kinixys belliana nogueyi et Kinixys belliana zombensis ont été élevées au rang d'espèces et la sous-espèce et Kinixys belliana domerguei est maintenant une sous-espèce de Kinixys zombensis.

## Étymologie
Cette espèce est nommée en l'honneur de Thomas Bell.

## Publication originale
- Gray, 1831 "1830" : A synopsis of the species of Class Reptilia. The animal kingdom arranged in conformity with its organisation by the Baron Cuvier with additional descriptions of all the species hither named, and of many before noticed, V Whittaker, Treacher and Co., London, vol. 9, Supplement, p. 1-110 (texte intégral).